# Muzeum Historyczno-Przyrodnicze „Pamiątka” w Izabelinie
Muzeum Historyczno-Przyrodnicze „Pamiątka” w Izabelinie – prywatne muzeum położone w Izabelinie, działające przy tutejszym Zespole Szkół.
Celem utworzenia placówki było propagowanie wiedzy historycznej i przyrodniczej wśród uczniów szkoły. Na zbiory muzeum składają się przede wszystkim pamiątki historyczne (militaria, odznaki, zdjęcia), numizmaty (banknoty, monety) oraz przedmioty codziennego użytku. Wśród zbiorów przyrodniczych znajdują się skamieliny, muszle i odłamki meteorytów. Ponadto prezentowane modele pojazdów i samolotów, głównie z okresu II wojny światowej.
Poza działalnością wystawienniczą, muzeum zajmuje się propagowaniem wiedzy krajoznawczej, dotyczącej miast, muzeów oraz zabytków na całym świecie.